# Otomys typus
Otomys typus је врста глодара из породице мишева (лат. Muridae).

## Распрострањење
Врста има станиште у Етиопији, Кенији, Малавију, Танзанији и Уганди.

## Станиште
Врста Otomys typus има станиште на копну.
Врста је по висини распрострањена до 4.100 метара надморске висине.

## Угроженост
Ова врста није угрожена, и наведена је као последња брига јер има широко распрострањење.

### Популациони тренд
Популација ове врсте се смањује, судећи по расположивим подацима.